# Rafael Delgado (kommun)
Rafael Delgado är en kommun i Mexiko.   Den ligger i delstaten Veracruz, i den sydöstra delen av landet, 220 km öster om huvudstaden Mexico City.
Följande samhällen finns i Rafael Delgado:
- Rafael Delgado
- Jalapilla
- Tzoncolco
- Ejido de Rafael Delgado
- Omiquila
- Las Sirenas
- Tepatlaxco